# Romina Tonković
Romina Tonković (Zagreb, 1994.) hrvatska je glumica
Rođena je u Zagrebu. Akademiju dramske umjetnosti u Zagrebu završila je 2021. godine, nakon čega postaje članica drame HNK Ivana pl. Zajca u Rijeci. Po dolasku u riječki HNK, nastupila je u predstavi „Opasne veze”, čime je započela svoj profesionalni angažman u tom kazalištu. Glumila je u većem broju kazališnih predstava kao što su: „Labuđe jezero”, „Fahrenheit 451“, „Na Tri kralja ili kako hoćete” i dr.
U Rijeci je završila i prve tri godine studija na „Šerbedžijinoj glumačkoj školi” (studij Gluma i mediji). Tijekom studija nastupala je u brojnim uspješnim studentskim predstavama.
Ostvarila je zapažene uloge u hrvatskim i međunarodnim produkcijama. Glavnu ulogu tumačila je u filmu „F20” redatelja Arsena Ostojića, gdje je nastupila uz Filipa Mayera. Glumila je u britanskoj seriji „McMafia”, danskom filmu „The Guardian Angel” te švedskom filmskom ostvarenju „Dag for Dag”. Istaknula se i u filmu Milana Trenca „Ribanje i ribarsko prigovaranje”, gdje je uspješno savladala hvarski dijalekt.
Osvojila je niz međunarodnih priznanja: nagradu za najbolju glavnu ulogu na „Los Angeles Independent Film Awards”, nagradu za najbolju glumicu na „Vienna International Film Awards”, nagradu za najbolju žensku ulogu na „Sherman Oaks Film Festivalu” u Kaliforniji, te posebno priznanje za debitanticu na „Florence Film Awards”.
Dobila je značajnu ulogu u holivudskoj produkciji „Canary Black”, gdje glumi uz Kate Beckinsale. U ovom akcijskom spektaklu koji se snimao u Zagrebu i Rovinju povjerena joj je četvrta najvažnija uloga. Sve svoje međunarodne angažmane ostvarila je putem audicija.
U filmu „Dražen” glumi ulogu Renate Čajić, djevojke Dražena Petrovića.

## Filmografija

### Filmske uloge
- „Nisam ja takva” kao Stela (2025.)
- „Dražen” kao Renata Čajić (2024.)
- „Canary Black” kao Sorina (2024.)
- „Bazen beskraja” kao recepcionerka (2023.)
- „Dag för dag” kao recepcionerka (2022.)
- „Ribanje i ribarsko prigovaranje” kao djevojka (2020.)
- „Bloodline” kao Milena (2020.) (kratki film)
- „F20” kao Martina (2018.)
- „The Guardian Angel” kao Nina (2018.)

### Televizijske uloge
- „Jarno ja minä” kao Jarno ja minä (2024.)
- „Gora” kao Jelena Marković (2023.)
- „Blago nama” (2021.)
- „McMafia” kao plava djevojka (2018.)

### Kazališne uloge
- „Nigdje, niotkuda” kao Suzana / Recepcionerka / Selma (2025.)
- „Kad se zaljubljujemo” kao Andrea (2024.)
- „Leica format” kao Clara (2024.)
- „Romanca o tri ljubavi” kao službenica (2024.)
- „Na Tri kralja ili kako hoćete” kao Marija (2022.)
- „Kad je stao svijet” kao Olenka / Unuka (2022.)
- „ I Cyrano i djevojčica“ kao Jela (2022.)
- „Fahrenheit 451“ kao Clarisse (2022.)
- „Opasne veze“ kao Cecile (2021.)
- „Van sebe“ kao Mirna (2021.)
- „Kakvu Hrvati djecu jedu“ (2020.)
- „Malac komalac“ kao Mala krvopijka (2020.)
- „Tko se boji Virginije Woolf“ kao Honey (2019.)
- „Naš odgoj“ kao Zina (2018.)
- „Labuđe jezero“ kao Ruska princeza i Labud (2017.)
- „dobri čovjek iz Sečuana“ kao Shen Te/Shui Ta (2017.)

## Nagrade
Nagrade
- 2018. Festival internacionalnog studentskog teatra: Nagrada za najbolju glumicu
- 2020. Florence film Awards: posebno priznanje za debitanta
- 2020. Los Angeles Independent Film Awards: nagrada za najbolju glavnu ulogu
- 2020. Vienna International film Awards, nagrada za najbolju glumicu
- 2020. Sherman Oaks Film Festival California: nagrada za najbolju glavnu žensku ulogu

## Vanjske poveznice
- Romina Tonković u internetskoj bazi filmova IMDb-u (engl.)